# Alfonso Ugarte Leturia
Alfonso Ugarte Leturia va ser un compositor, organista i docent nascut a Antzuola, Guipúscoa, el 1879 i mort a Estella, Navarra, el 1937.
Va estudiar harmonia i composició amb Pedro Fernández de Retana, de qui fou deixeble predilecte. A 1900 va guanyar la plaça d'organista a la parròquia de Sant Pere d'Estella, però no la va voler exercir fins a 1902. Aquí també participava com a mestre de música a l'escola dels Escolapis i als dels Caputxins. Aquesta passió pel món escolàstic es veu plasmat a la perfecció a les seves obres.